# Calligyrus stokesi
Calligyrus stokesi is een rondwormensoort uit de familie van de Desmoscolecidae. De wetenschappelijke naam van de soort is voor het eerst geldig gepubliceerd in 1971 door Timm.